# Saint-Jodard
Saint-Jodard – miejscowość i gmina we Francji, w regionie Owernia-Rodan-Alpy, w departamencie Loara.
Według danych na rok 1990 gminę zamieszkiwało 421 osób, a gęstość zaludnienia wynosiła 63 os./km² (wśród 2880 gmin regionu Rodan-Alpy Saint-Jodard plasuje się na 1215. miejscu pod względem liczby ludności, natomiast pod względem powierzchni na miejscu 1384.).